# Challenger Series - New Haven 2019
Le Challenger Series - New Haven 2019, note come Oracle Challenger Series - New Haven 2019 per motivi di sponsorizzazione, sono state un torneo di tennis maschile e femminile giocato su campi in cemento. È stata la 1ª edizione del torneo, che faceva parte dell'ATP Challenger Tour 2019 e del WTA Challenger Tour 2019. Si è giocato allo Yale Tennis Center di New Haven dal 2 all'8 settembre 2019.

## Partecipanti ATP

### Teste di serie
| Nazionalità          | Giocatore           | Ranking* | Testa di serie |
| -------------------- | ------------------- | -------- | -------------- |
| Italia               | Andreas Seppi       | 77       | 1              |
| Canada               | Brayden Schnur      | 92       | 2              |
| Bosnia ed Erzegovina | Damir Džumhur       | 99       | 3              |
| Stati Uniti          | Bradley Klahn       | 108      | 4              |
| Stati Uniti          | Denis Kudla         | 111      | 5              |
| Stati Uniti          | Tommy Paul          | 114      | 6              |
| Svizzera             | Henri Laaksonen     | 119      | 7              |
| Uzbekistan           | Denis Istomin       | 139      | 8              |
| Stati Uniti          | Marcos Giron        | 151      | 9              |
| Francia              | Enzo Couacaud       | 169      | 10             |
| Ecuador              | Emilio Gómez        | 171      | 11             |
| Danimarca            | Mikael Torpegaard   | 173      | 12             |
| Stati Uniti          | Mitchell Krueger    | 174      | 13             |
| Barbados             | Darian King         | 179      | 14             |
| Stati Uniti          | Christopher Eubanks | 188      | 15             |
| Canada               | Peter Polansky      | 192      | 16             |

* Ranking al 26 agosto 2019.

### Altri partecipanti
I seguenti giocatori hanno ricevuto una wildcard per il tabellone principale:
- Petros Chrysochos
- Aleksandar Kovacevic
- Dylan King
- John McNally
- Evan Zhu

Il seguente giocatore ha avuto accesso al tabellone principale con il protected ranking:
- Raymond Sarmiento

I seguenti giocatori hanno avuto accesso al tabellone principale come alternate:
- Alafia Ayeni
- Ulises Blanch
- Simon Carr
- Strong Kirchheimer

I seguenti giocatori sono passati dalle qualificazioni:
- Liam Broady
- Felix Corwin

## Partecipanti WTA

### Teste di serie
| Nazionalità | Giocatrice           | Ranking* | Testa di serie |
| ----------- | -------------------- | -------- | -------------- |
| Russia      | Margarita Gasparjan  | 61       | 1              |
| Stati Uniti | Jennifer Brady       | 67       | 2              |
| Stati Uniti | Lauren Davis         | 73       | 3              |
| Germania    | Tatjana Maria        | 79       | 4              |
| Francia     | Pauline Parmentier   | 81       | 5              |
| Spagna      | Sara Sorribes Tormo  | 83       | 6              |
| Russia      | Anna Blinkova        | 84       | 7              |
| Germania    | Laura Siegemund      | 90       | 8              |
| Australia   | Astra Sharma         | 94       | 9              |
| Spagna      | Aliona Bolsova       | 100      | 10             |
| Regno Unito | Heather Watson       | 101      | 11             |
| Stati Uniti | Christina McHale     | 103      | 12             |
| Romania     | Monica Niculescu     | 105      | 13             |
| Stati Uniti | Whitney Osuigwe      | 109      | 14             |
| Stati Uniti | Varvara Lepchenko    | 118      | 15             |
| Stati Uniti | Francesca Di Lorenzo | 125      | 16             |

* Ranking al 26 agosto 2019.

### Altre partecipanti
Le seguenti giocatrici hanno ricevuto una wildcard per il tabellone principale:
- Lauren Davis
- Jennifer Elie
- Haley Giavara
- Samantha Martinelli

Le seguenti giocatrici sono entrata in tabellone tramite ranking protetto:
- Victoria Duval
- Anna-Lena Friedsam

Le seguenti giocatrici sono entrata in tabellone come alternate:
- Rosalyn Small
- Rosalie van der Hoek

Le seguenti giocatrici sono passate dalle qualificazioni:
- Jaimee Fourlis
- Eri Hozumi

### Ritiri
Prima del torneo
- Kristie Ahn → sostituita da  Jamie Loeb
- Robin Anderson → sostituita da  Valerija Savinych
- Madison Brengle → sostituita da  Mayo Hibi
- Zarina Dijas → sostituita da  Lizette Cabrera
- Kirsten Flipkens → sostituita da  Quinn Gleason
- Giulia Gatto-Monticone → sostituita da  Johanna Larsson
- Dar'ja Gavrilova → sostituita da  Momoko Kobori
- Magda Linette → sostituita da  Victoria Duval
- Beatriz Haddad Maia → sostituita da  Fanny Stollár
- Barbora Krejčíková → sostituita da  Danielle Lao
- Caty McNally → sostituita da  Elizabeth Halbauer
- Monica Niculescu → sostituita da  Rosalyn Small
- Jessica Pegula → sostituita da  Katherine Sebov
- Laura Siegemund → sostituita da  Rosalie van der Hoek
- Patricia Maria Tig → sostituita da  Ann Li
- Taylor Townsend → sostituita da  Catherine Harrison
- Sachia Vickery → sostituita da  Usue Maitane Arconada

Durante il torneo
- Margarita Gasparjan
- Jana Čepelová

## Punti e montepremi

### ATP
| Torneo             | Torneo              | V      | F      | SF    | QF    | 3T    | 2T    | 1T    | Q | Q1  |
| Singolare maschile | Punti               | 125    | 75     | 45    | 29    | 25    | 10    | 5     | - | -   |
| Singolare maschile | Premi in denaro ($) | 24.000 | 13.500 | 7.530 | 4.875 | 2.580 | 1.575 | 1.130 | 0 | 450 |
| Doppio maschile    | Punti               | 125    | 75     | 45    | 25    | -     | -     | -     | – | –   |
| Doppio maschile    | Premi in denaro ($) | 8.000  | 4.000  | 2.000 | 1.000 | -     | -     | 700   | – | –   |

### WTA
| Torneo              | Torneo              | V      | F      | SF    | QF    | 3T    | 2T    | 1T    | Q | Q1  |
| Singolare femminile | Punti               | 160    | 95     | 57    | 29    | 15    | 8     | 1     | 4 | 1   |
| Singolare femminile | Premi in denaro ($) | 24.000 | 13.500 | 7.530 | 4.875 | 2.580 | 1.575 | 1.130 | 0 | 450 |
| Doppio femminile    | Punti               | 160    | 95     | 57    | 29    | -     | -     | 1     | – | –   |
| Doppio femminile    | Premi in denaro ($) | 8.000  | 4.000  | 2.000 | 1.000 | -     | -     | 700   | – | –   |

## Campioni

### Singolare maschile
Tommy Paul ha sconfitto in finale  Marcos Giron con il punteggio di 6-3, 6-3.

### Doppio maschile
Robert Galloway /  Nathaniel Lammons hanno sconfitto in finale  Sander Gillé /  Joran Vliegen con il punteggio di 7-5, 6-4.

### Singolare femminile
Anna Blinkova ha sconfitto in finale  Usue Maitane Arconada col punteggio di 6-4, 6-2.

### Doppio femminile
Anna Blinkova /  Oksana Kalašnikova hanno sconfitto in finale  Usue Maitane Arconada /  Jamie Loeb col punteggio di 6-2, 4-6, [10-4].